# 대원관광
대원관광 (大元觀光)은 서울특별시 성동구 왕십리로 125 (성수동1가, KD타워)에 사업자 등록을 두고 있는 서울특별시의 전세버스 업체로 KD운송그룹의 계열사이다. 1970년 3월 9일, 조양관광으로 설립되어 1976년 현재의 사명으로 변경하였고, 1995년 광진구 자양동으로 이전하였으며, 2019년 현 위치로 이전하였다. 주로 전 지역 및 현대아산을 중심으로 하는 전세버스, 관광버스 업체로 KD운송그룹 내에서 현대자동차 버스를 주력으로 하는 업체였으나 (북한에 들어가는 모든 버스는 현대자동차의 차종이 아니면 절대로 통행할 수 없기 때문이다.) 모두 대차되었다. 하지만 최근 현대 뉴 프리미엄 유니버스 프라임을 출고했다.

## 주요 차량
- 자일대우 FXⅡ120 크루징 스타
- 자일대우 FX120 에이스
- 현대 뉴 프리미엄 유니버스 프라임

## 본점 및 지점 현황
- 본점 : 서울특별시 성동구 왕십리로 125 (성수동1가, KD타워)
- 용평영업소 : 강원특별자치도 평창군 대관령면 올림픽로 715, 타워콘도 (모나용평)
- 알펜시아영업소 : 강원특별자치도 평창군 대관령면 솔봉로 325, 웰컴센터 (알펜시아리조트)
- 하이원영업소 : 강원특별자치도 정선군 고한읍 하이원길 424, 2층 (하이원리조트 마운틴스키하우스)
- 휘닉스영업소 : 강원특별자치도 평창군 봉평면 태기로 174, 티켓오피스 (휘닉스평창)